# Валперейзо (Індіана)
Валперейзо (англ. Valparaiso) — місто (англ. city) в США, в окрузі Портер штату Індіана. Населення — 34 151 особа (2020).

## Географія
Валперейзо розташоване за координатами 41°28′47″ пн. ш. 87°3′8″ зх. д. / 41.47972° пн. ш. 87.05222° зх. д. (41.479823, -87.052264).  За даними Бюро перепису населення США в 2010 році місто мало площу 40,35 км², з яких 40,22 км² — суходіл та 0,12 км² — водойми.

### Клімат
| Клімат : Валперейзо                                 | Клімат : Валперейзо | Клімат : Валперейзо | Клімат : Валперейзо | Клімат : Валперейзо | Клімат : Валперейзо | Клімат : Валперейзо | Клімат : Валперейзо | Клімат : Валперейзо | Клімат : Валперейзо | Клімат : Валперейзо | Клімат : Валперейзо | Клімат : Валперейзо | Клімат : Валперейзо |
| Показник                                            | Січ.                | Лют.                | Бер.                | Квіт.               | Трав.               | Черв.               | Лип.                | Серп.               | Вер.                | Жовт.               | Лист.               | Груд.               | Рік                 |
| Абсолютний максимум, °C                             | 18,9                | 22,2                | 30,6                | 32,2                | 36,7                | 40,6                | 38,9                | 38,3                | 35,6                | 31,7                | 25,0                | 21,1                | 40,6                |
| Середній максимум, °C                               | −0,5                | 1,8                 | 8,2                 | 15,4                | 21,3                | 26,5                | 28,2                | 26,9                | 23,5                | 17,1                | 9,2                 | 1,6                 | 15,0                |
| Середній мінімум, °C                                | −8,8                | −6,7                | −1,8                | 3,6                 | 8,9                 | 14,7                | 16,9                | 15,9                | 11,4                | 5,7                 | 0,5                 | −5,9                | 4,6                 |
| Абсолютний мінімум, °C                              | −32,2               | −29,4               | −21,7               | −12,2               | −3,3                | 0,6                 | 5,6                 | 3,3                 | −2,8                | −7,8                | −16,7               | −28,9               | −32,2               |
| --------------------------------------------------- | ------------------- | ------------------- | ------------------- | ------------------- | ------------------- | ------------------- | ------------------- | ------------------- | ------------------- | ------------------- | ------------------- | ------------------- | ------------------- |
| Джерело: NOAA 1981-2010 normals, snowfall 1971-2000 |                     |                     |                     |                     |                     |                     |                     |                     |                     |                     |                     |                     |                     |

## Демографія
Згідно з переписом 2010 року, у місті мешкало 31 730 осіб у 12 610 домогосподарствах у складі 7117 родин. Густота населення становила 786 осіб/км².  Було 13506 помешкань (335/км²).
Расовий склад населення:
| - 89,9 % — білих - 3,3 % — чорних або афроамериканців - 2,1 % — азіатів - 0,3 % — корінних американців - 0,1 % — вихідців з тихоокеанських островів - 2,2 % — осіб інших рас |

До двох чи більше рас належало 2,1 %. Частка іспаномовних становила 7,1 % від усіх жителів.
За віковим діапазоном населення розподілялося таким чином: 21,3 % — особи молодші 18 років, 65,6 % — особи у віці 18—64 років, 13,1 % — особи у віці 65 років та старші. Медіана віку мешканця становила 33,4 року. На 100 осіб жіночої статі у місті припадало 94,7 чоловіків;  на 100 жінок у віці від 18 років та старших — 91,5 чоловіків також старших 18 років.
Середній дохід на одне домашнє господарство  становив 64 861 долар США (медіана — 49 509), а середній дохід на одну сім'ю — 80 034 долари (медіана — 66 261). Медіана доходів становила 54 613 долари для чоловіків та 41 277 доларів для жінок. За межею бідності перебувало 15,6 % осіб, у тому числі 18,7 % дітей у віці до 18 років та 5,7 % осіб у віці 65 років та старших.
Цивільне працевлаштоване населення становило 14 773 особи. Основні галузі зайнятості: освіта, охорона здоров'я та соціальна допомога — 32,2 %, виробництво — 15,9 %, мистецтво, розваги та відпочинок — 10,6 %, роздрібна торгівля — 10,4 %.

## Відомі люди
- Б'юла Бонді (1988/1889 — 1981) — американська акторка.